# Glaucilla marginata
Glaucilla marginata es una especie de molusco gasterópodo nudibranquio marino perteneciente a la familia Glaucidae. Vive flotando en el mar, es de coloración azul, y es típica de los arrecifes pelágicos.

## Distribución
Esta especie es pelágica, y al igual que muchas otras especies pelágicas, que se pueden encontrar en todo el mundo vive en el mar abierto y en las playas tropicales de la zona tórrida del globo terráqueo.

## Hábitat
Estos pequeños nudibranquios flotan boca abajo apoyados por la tensión superficial en los mares templados y tropicales. Alimentándose de colonias de medusas flotantes como Velella velella o la carabela portuguesa (Physalia physalis).

## Descripción
Este nudibranquio fue descrito por primera vez por Bergh en el año 1860. Se trata de un nudibranquio Aeólido de la familia Glaucidae muy parecido a la otra especie descrita hasta el momento de la misma familia, Glaucus atlanticus, sin embargo, Glaucilla marginata es de menor tamaño. Es de un característico color azul eléctrico. Posee cuatro grupos de ceratas (apéndices filiformes que utilizan los nudibranquios Aeólidos a modo defensivo y como superficie de intercambio gaseoso), los dos primeros grupos son pedunculados y los dos últimos son sésiles al cuerpo del animal y se encuentran parcialmente fusionados. Además el primer grupo de ceratas no es perpendicular al cuerpo como en el caso de G. atlanticus, sino que aparece orientado hacia la parte anterior del cuerpo. Las ceratas aparecen insertadas en series múltiples mientras que en G. atlanticus aparecen insertadas en series únicas.
La parte posterior del cuerpo de G. marginata es corta, mientras que en G. atlanticus es larga y estilizada.
Este nudibranquio, al igual que otros parientes suyos se alimenta de cnidarios, en este caso especialmente peligrosos por su picadura, almacenando los nematocistos de estos animales en unas evaginaciones de su intestino que recorren las ceratas por su interior. De esta forma queda protegido frente a posibles predadores, adquiriendo la misma defensa que los animales sobre los que depreda.